# Distrito de Yoshino

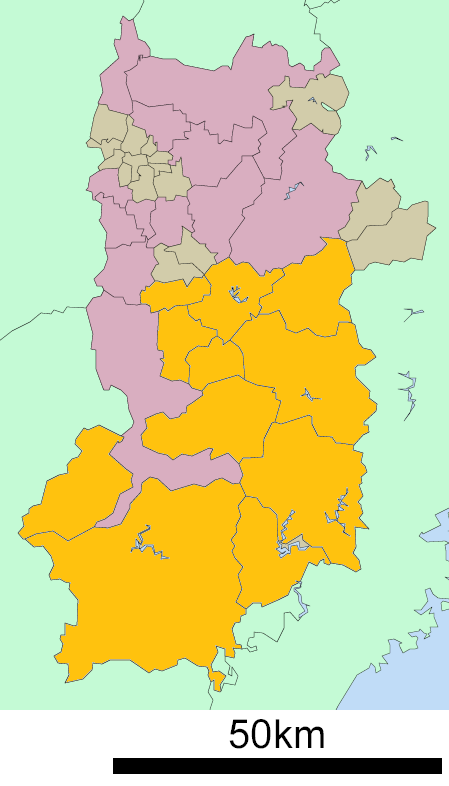
Localiazação do distrito de Yoshino na prefeitura de Nara.

Yoshino é um distrito localizado na Prefeitura de Nara, Japão.
Em 2003, o distrito possuía uma população estimada em 59.020 e uma densidade de 26,14 pessoas por km². A área total é de 2,257.79 km².

## Cidades e vilas
- Higashiyoshino
- Kamikitayama
- Kawakami
- Kurotaki
- Nosegawa
- Ōyodo
- Shimoichi
- Shimokitayama
- Tenkawa
- Totsukawa
- Yoshino

## Fusões
Em 25 de Setembro de 2005, as aldeias da OTO e Nishiyoshino foram incorporadas pela cidade de Gojō.
Predefinição:Prefeitura de Nara